# まこと (ミュージシャン)
まこと（本名：堀内 誠（ほりうち まこと）、1968年12月31日 - ）は、ミュージシャン、作詞家、ドラム演奏家、タレント。大阪府羽曳野市出身。所属事務所はアップフロントクリエイト。

## 略歴
- 高鷲中学出身
- 兄は自殺している
- 1988年12月、はたけ、つんく、たいせー、しゅうと共にシャ乱Qを結成。ドラムスを担当する。楽曲では主に作詞を担当。「上・京・物・語」、「空を見なよ」など、まこと作詞のヒット曲も多い。
- シャ乱Q活動休止後は、LOVE LOVEあいしてる、堂本兄弟、タモリ倶楽部、虎の門等の深夜番組に出演などのタレント活動を行う。また、音楽活動、作詞家活動も並行して行う。
- 1998年に、フリーアナウンサー（当時フジテレビ）の富永美樹と結婚。
- つんく♂によるハロー!プロジェクトのプロデュース活動に、ミュージシャンおよびハロー!プロジェクトコンサートのMCとして参加。つんく♂の病気休養後も、ハロコンやハロプロ研修生の発表会のMCは引き続き務めている。また、こぶしファクトリーのメジャーデビューの発表は、研修生発表会の中でまことが担当した。
- 2002年に、つんく達とTHE つんくビ♂トを結成、ドラムを担当する。
- 松田聖子のファン。
- 下積み時代、つんくと一緒に、延々とプラグの先端をはめるアルバイトをしていた。
- 車好き、自転車好きで知られる。愛車はポルシェ・911タルガ、BMW・X5、ポルシェ・パナメーラ。
- アウトドア好きで、妻の富永と一緒にキャンプにも行く。
- シャ乱Qは「近畿大学の学生5人で結成されたバンド」と紹介されることが多いが、まことは近畿大学附属高等学校出身ではあるものの、大学に行ける成績がなかった為、メンバーの中で唯一大学に進学していない[1]。
- 2015年にテレビ番組の企画で「短期移住」した静岡県沼津市戸田を気に入り、同地区に別宅を構え、妻の富永とともに定期的に通っている。その中で木工細工制作に取り組んでおり、夫婦で観光大使にも任命されている[2]。
- 2019年8月22日、オフィシャルYouTubeチャンネル『まこっチャンネル』を開設[3][4]。

## 作詞提供
- カントリー娘。「北海道シャララ」※「女の子の取調べタイム」※
- 谷村有美「ベストセラー」
- 平家みちよ「卒業〜TOP OF THE WORLD〜」「スキップ」「ひとりぐらし」「プリペアー」
- 前田有紀「東京 You ターン」「黄昏MISS YOU」
- スターダスト☆レビュー with 翔子「ナチュラル〜抱きしめてこのままで〜」※
- 森進一「夜の無言」
- メロン記念日「ラストシーン」「THE 二枚目～ON MY WAY」※
- 市井紗耶香 in CUBIC-CROSS「Same Time」
- 古本新之輔「Breakin' Up」
- 布施辰徳「まじめなジョーク」
- キッスの世界「Kiss Of The World」※
- 大木こだま・ひびき「チ」（大木こだまとの共同作詞）
- 2HEARTS「Monotone Rainbow」

※はつんくとの共同作詞。

## 出演

### テレビ
- 笑っていいとも!（フジテレビ、出演時期不明）
- LOVE LOVEあいしてる（フジテレビ） - LOVE×2オールスターズ メンバー
- 堂本兄弟（フジテレビ） - 堂本ブラザーズバンド 元メンバー
- WEST21（2000年 - 、よみうりテレビ） - 司会
- クイズプレゼンバラエティー Qさま!! （テレビ朝日） - スポット出演
- ダウンタウンのガキの使いやあらへんで!!（日本テレビ）
- 趣味悠々「楳図かずおの今からでも描ける 4コマ漫画入門」（2009年11月 - 12月、NHK教育テレビ）
- 踊る!さんま御殿!!（日本テレビ）
- タモリ倶楽部（テレビ朝日） - 年に2回ほど出演
- イチから住 〜前略、移住しました〜（テレビ朝日）
- ミュートマ2（2017年4月6日 - 2018年3月29日、tvk） - コーナー「シャ乱Qまことの第二思春期」（木曜日）
- ホンマでっか!?TV(2022年3月2日、フジテレビ)

### ラジオ
- Fine!!アーティスト水曜日『まことの酸いも甘いも』（2018年4月4日 - 2019年3月27日、TBSラジオ系列）[5] - Bitter & Sweetと共演
- Fine!!アーティスト水曜日『まこと・こぶしファクトリーのラジオパンチ!』（2019年4月3日 - 、TBSラジオ系列）[6] - こぶしファクトリーと共演

### ネット
- tiny tiny（2017年10月26日 - 、YouTube） - MC

### MV
- 青色7「青いスポーツカーの男」 - 青いスポーツカーを乗り回す男 役